# Dithecodes tarmanni
Dithecodes tarmanni är en fjärilsart som beskrevs av Manfred Sommerer. Dithecodes tarmanni ingår i släktet Dithecodes och familjen mätare. Inga underarter finns listade i Catalogue of Life.